# Iouriev-Polski
Iouriev-Polski (en russe : Юрьев-Польский, litt. « Iouriev dans les champs ») est une ville de l'oblast de Vladimir, en Russie, et le centre administratif du raïon de Iouriev-Polski. Sa population s'élevait à 17 276 habitants en 2021. Situé dans l'Anneau d'or de Russie le Monastère Saint-Michel-Archange et la Cathédrale Saint-Georges, Iouriev-Polski sont les deux édifices les plus remarquables de la ville.

## Géographie

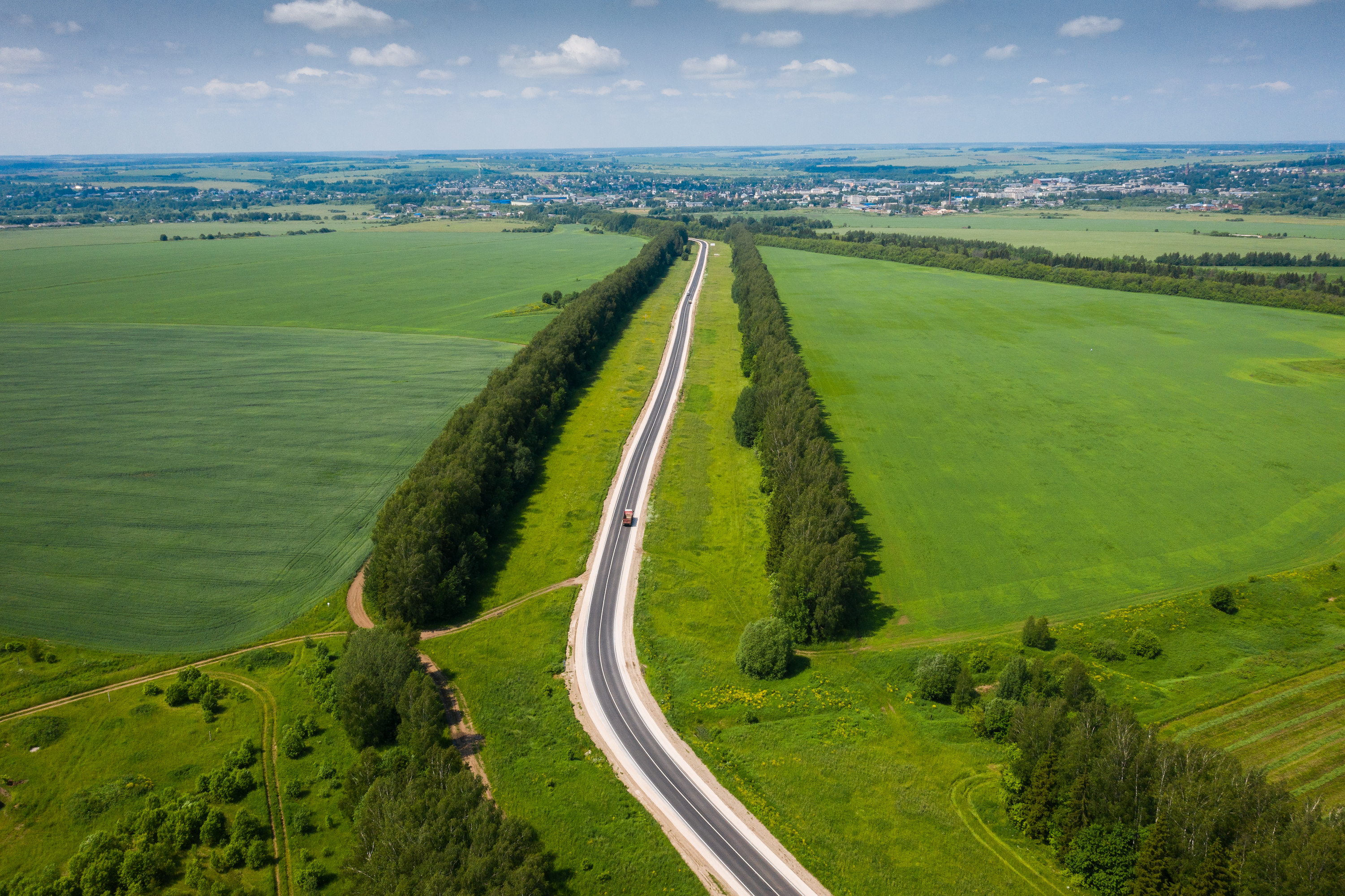
Vue aérienne du village

Elle se trouve sur le cours supérieur de la rivière Kolokcha, à 68 km au nord-ouest de Vladimir et à 153 km au nord-est de Moscou. Il se situe en plein dans la région naturelle et historique de l'Opolié.

## Histoire
Iouriev-Polski a été fondée par Iouri Dolgorouki en 1152. La première partie de son nom provient de saint Iouri ou saint Georges. La deuxième partie est dérivée du mot polski signifiant « dans les champs ». Cette dernière précision était nécessaire pour la distinguer de la forteresse plus ancienne de Iouriev, aujourd'hui Tartu, en Estonie, à l'époque en pleine forêt.
Après la mort de Vsevolod III Vladimirski en 1212, la ville fut attribuée à l'un de ses plus jeunes fils, Sviatoslav. Ce prince conçut personnellement le bâtiment le plus remarquable de la ville, la cathédrale Saint-Georges (1230-1234). C'est la dernière construction pré-mongole en Russie. Elle est unique par l'abondance des sculptures en pierre et c'est également le modèle des premières églises en pierre construites au Kremlin de Moscou. Dans les années 1460, le dôme de la cathédrale s'effondra, enterrant ainsi la plupart des sculptures uniques qui avait orné les murs de la cathédrale. Le toit effondré fut grossièrement restauré par un célèbre artisan moscovite, Vassili Iermoline, en 1471.
La grande bataille de Lipitsa eut lieu près de la ville en 1216. En 1238, Iouriev fut mise à sac par les Mongols. Un siècle plus tard, elle fut incorporée dans la Moscovie. Le principal monument de la période moscovite qui suivit est le monastère fortifié Monastère Saint-Michel-Archange , fondé au XIIIe siècle et contenant divers édifices des XVIIe et XVIIIe siècles. À plusieurs kilomètres de Iouriev, sur la rive de la rivière Iakhroma, s'élève le cloître Kosmine, dont les structures sont typiques du milieu du XVIIe siècle.

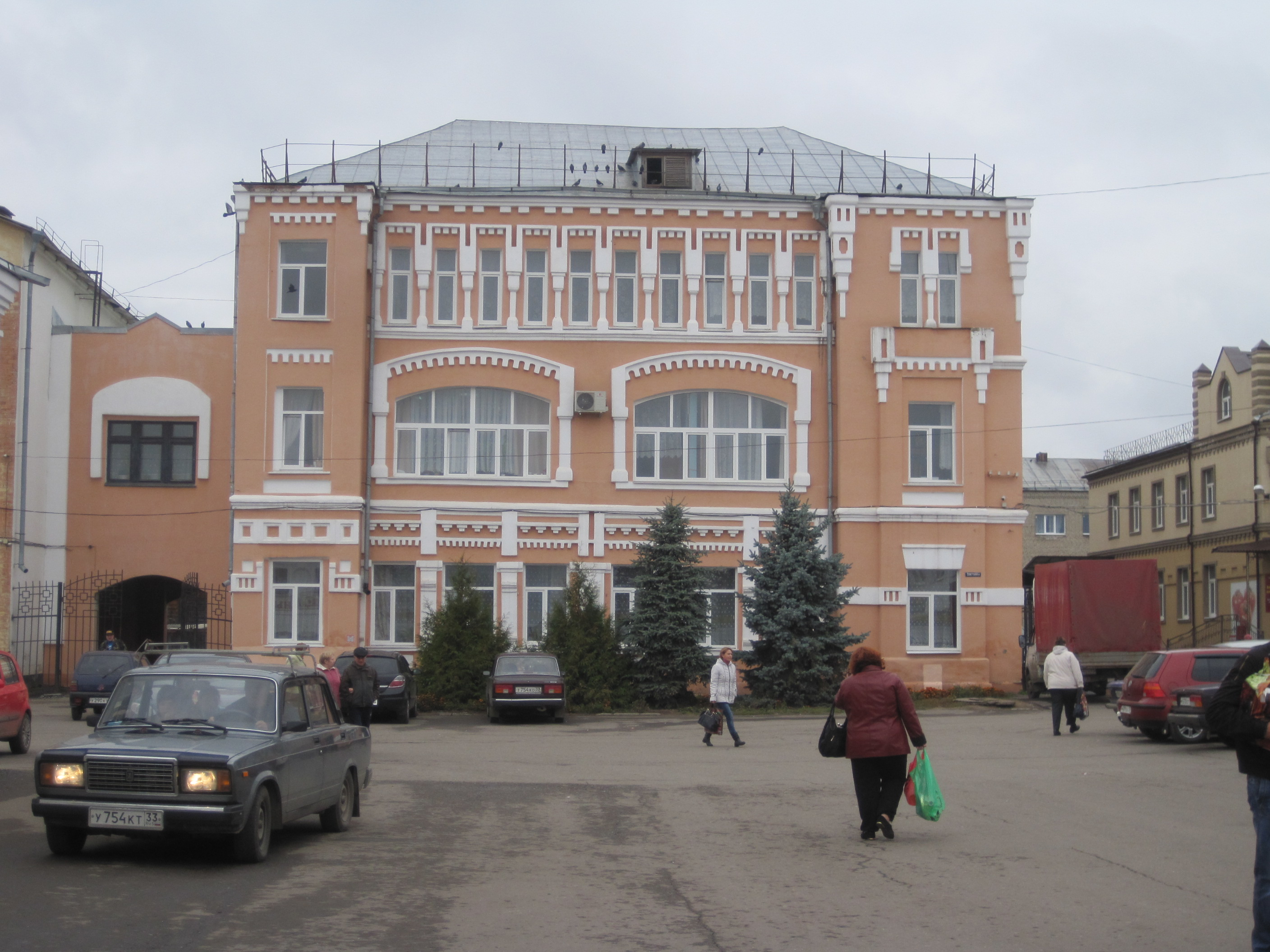
Bâtiment dans les rues de Iourev-Polski

## Population
Recensements (*) ou estimations de la population
| 1859  | 1897* | 1913   | 1926* | 1939*  |
| ----- | ----- | ------ | ----- | ------ |
| 4 279 | 5 759 | 10 900 | 8 105 | 15 138 |

| 1959*  | 1970*  | 1979*  | 1989*  | 2002*  |
| ------ | ------ | ------ | ------ | ------ |
| 16 801 | 22 096 | 21 091 | 22 247 | 19 906 |

| 2006   | 2010*  | 2012   | 2013   | 2014   |
| ------ | ------ | ------ | ------ | ------ |
| 19 441 | 19 588 | 19 556 | 19 319 | 19 137 |

| 2015   | 2016   | 2017   | 2018   | 2020   |
| ------ | ------ | ------ | ------ | ------ |
| 19 031 | 18 737 | 18 610 | 18 433 | 18 098 |

| 2021*  | - | - | - | - |
| ------ | - | - | - | - |
| 17 276 | - | - | - | - |

## Jumelages
- Hîncești (Moldavie)